# Mallebergplaats
De Mallebergplaats is een straat in Brugge.

## Beschrijving
Men vindt de naam in verschillende vormen:
- 1362: Platse Maubert;
- 1383: Plaetse Maubert;
- 1388: Plache Maubert (Picardisch voor place of plaats);
- 1490: Plaetse Malbert;
- 1518: Plaetse Maleberch, Plaetse Malberch en Plaetse Malleberg.

Karel Verschelde en Louis Gilliodts waren van oordeel dat de plek de eerste was waar terechtstellingen plaatsvonden en de Germaanse naam Malberg droeg. Rijksarchivaris Emiel Van den Bussche meende dat het een overname was van de 'Place Maubert' in Parijs, waar de doodstraf werd uitgevoerd.
Karel De Flou meende dat de Germaanse naam Malberg hier niets te maken had. Frans Debrabandere ontleedde de naam als de Germaanse persoonsnaam Madalbrecht, die gelatiniseerd werd tot Madalbertus en in het Frans Madalbert.
Jos De Smet dacht ook dat de naam uit Parijs was overgewaaid. Albert Schouteet trad hem bij. Lodewijk De Wolf dacht het ook, maar in plaats van te wijzen naar de terechtstellingsplaats in Parijs, nam hij aan dat er een herberg (of zelfs een bordeel) op die plek in Brugge de Platse Maubert heette.
Hoe dan ook, de Mallebergplaats was een klein plein (eigenlijk niet veel méér dan een lichte straatverbreding, gelegen tussen de Philipstockstraat en de Culctstraat. Deze laatste naam verdween (om nog alleen over te blijven in de Korte Culctstraat, die Kelkstraat werd).
Sindsdien loopt de Mallebergplaats van de Philipstockstraat naar de Hoogstraat. De naam 'plaats' is hier ontsnapt aan de drang om in Brugge van alles een 'plein' te maken.

## Bekende bewoners
- Juan Perez de Malvenda
- Victor Van Hoestenberghe